# Liv Sansoz
Liv Sansoz, née le 12 février 1977 à Bourg-Saint-Maurice, est une grimpeuse française, deux fois championne du monde, et trois fois vainqueur de la coupe du monde, en épreuves de difficulté et en escalade de bloc. Elle est la deuxième grimpeuse à avoir réussi un 8c+. Elle participe régulièrement aux Petzl Roc Trip.
Elle pratique également l'escalade de glace, avec notamment l'ascension de la Pomme d'Or, le dry-tooling, l'escalade mixte, le ski-alpinisme et le ski de pentes raides.
Le parachutisme l'a menée progressivement vers le BASE jump, jusqu'à sauter la plus haute paroi rocheuse verticale d'Europe dans la vallée de Romsdal.
En 2010, elle s'initie à la grimpe urbaine, ce que l'on peut voir dans le film Nouvelle Vague.
Liv Sansoz se lance dans l'ascension de 82 sommets alpins de plus de 4 000 mètres à partit de 2017. Elle achève en septembre 2018 son programme par l'ascension du mont Blanc.

## Biographie
Née dans la vallée de Haute-Tarentaise et passionnée de montagne, elle commence à escalader à quatorze ans, au gymnase local.

### Ses inspirations
Elle s'est inspirée de ses lectures de grands alpinistes, comme François Legrand et Robyn Erbesfield, ayant fait un stage avec cette dernière.
Elle estime que « les dieux de la grimpe [l]’ont dotée d’une certaine lévitation sur les arquées. »

### Carrière professionnelle

#### Une carrière sportive de haut niveau
- 1993 : Arrivée en équipe de la Fédération française de la montagne et de l'escalade, en même temps que Marie Guillet[4].
- 1993-2004 : Participation à des compétitions internationales d'escalade, remportant de nombreux succès.

#### Enseignante
- 1996 : Liv fonde une EURL[Quoi ?], où elle enseigne les disciplines sportives et d'activités de loisirs, autour de l'escalade[5].

#### Conceptrice
- 2003 : Elle inspire Hugo Martin, lunetier qui lance « Parasite », les premières lunettes à maintien actif, et dont la monture est notamment faite pour les grimpeurs[6]
- 2004 : Elle documente Hueco Tanks[7], guide d'escalade pour l'Amérique, car elle a éclairé une voie de cotation 7c+ qui ne portait pas de nom.
- 2006, Liv Sansoz travaille également les domaines techniques et de conception avec les marques Beal, Petzl, Nike ACG et La Sportiva sur des domaines techniques et de conception.

#### Juge de compétition
- 2006 : Elle est juge pour l'exhibition de glace, à la compétition de Gorzderette à Champagny-en-Vanoise[8].

#### Psychologue
- 2004 :
  - Elle témoigne sur la résistance des grimpeurs dans Escalade et performance: préparation et entraînement[9]
- 2007 : 
  - Liv est psychologue, en finalisation d'étude.
  - Elle écrit un chapitre de 20 pages « Stress post-traumatique » du livre Les Protocoles et échelles d'évaluation en psychiatrie et psychologie[10].

### Social
- 2000 : elle devient marraine à Besançon de la salle Entre-Temps Escalade, une association qui réunit des personnes valides et handicapées, physiques et/ou mentales, autour de l'escalade.
- 2001 : Elle inaugure la salle Couleur Caillou[11] à Millau.
- En 2005, elle donne son nom à une salle[12].
- En 2010,
  - Elle est marraine de la campagne de ramassage de déchets en montagne et soutient Mountain Riders[13].
  - Elle soutient l{'}Évolution Tour 2010[Vidéo 6], concept fondé par le sportif handicapé de haut niveau et réalisateurs de courts-métrages Philippe Ribière, président de l'association Handi-Grimpe[Note 3]

### Dans les médias

#### Documentaires
- 2008 : All Access, qui regroupe dix mini-films, dont le film tiré des Outdoor games de Chamonix 2008[Vidéo 7],[Vidéo 8], traitant de l'attrait pour les films à sensations fortes notamment sur l'escalade mixte [Vidéo 9].
- 2010 : Nouvelle Vague[Vidéo 10] où Liv Sansoz pratique le Street climbing.

#### Couvertures de magazines
- En juin 1999 : Grimper no 38 : Grenoble, Gorges Du Tarn, Liv Sansoz, Test Chaussons 99
- En juin 2001 : L'Équipe magazine no 998 : Escalade Avec Liv Sansoz, Kitesurf, Parachutisme...

### Études
- 2005-2006 : Liv passe un DEA de Psychologie cognitive.
- 2005-2007 : Elle passe ensuite un diplôme universitaire de coaching et performance mentale à l'INSEP, en travail collaboratif, au sein d'une petite équipe.

### Voies[14]

#### Graviesà vue
- 7c + / 5.13a :  France- Berlin - Céüse

- Autres
  - 08/01/2000  États-Unis - Seigneurs de la guerre - au mont Charleston
  - - -/- -/- - - -  France - Le Danti - The Ermite caves - aux Calanques

#### Après travail

##### France
- 01/04/1999 ou le 09/04/1999 :  France - Fox et Mathews - Orgon
- 01/03/1998  France - Rio de décembre ou janvier - Calanques
- 01/05/1996  France - Rituel - Sommet
- 01/05/1996  France - Sortilège - Cimaï (Toulon)

##### Août 2000, mars 2001 et juin 2008: tournées aux États-Unis
- Première vague de voies en Amérique [Article 4]
  - 8c + / 5.14c : 08/01/2000  États-Unis - Hasta La Vista - mont Charleston (deuxième femme à gravir un 8c+[Interview 2]. Elle fait partie de ces pionnières qui ont démocratisé l'escalade)
  - 8b, 8b+ : 20/08/2000 ( États-Unis - Soul Train au mont Charleston)
  - 8a+, 8b : 01/08/2000  États-Unis - Ghetto Boys - au mont Charleston
  - 7c+, 8a+ :
    - 01/08/2000  États-Unis - Screaming target - au mont Charleston
    - 01/08/2000  États-Unis - Warlords - au mont Charleston

  - 8a : 01/08/2000  États-Unis - Infectious Groove - au mont Charleston
  - 7c, 7c+ : 01/08/2000  États-Unis - Straight Out of Compt - au mont Charleston

- Cette tournée se fait en compagnie de François Legrand et de Yuji Hirayama[Article 5].
  - 7c : 20/03/2001  États-Unis - Pet shop boy - aux Rochers Rouges
  - 7b :
    - 20/03/2001 ( États-Unis) - Ministrel in the Gal - aux Rochers Rouges
    - 20/03/2001 ( États-Unis) - Kep you power - au - aux Rochers Rouges

  - 8b + / 5.14a : 08/04/2001  États-Unis - Route of All Evill, dans les Gorges de la Virgin - VRG
- Retour en Amérique
  - 8b / 5.13d : 05/06/2008 :  États-Unis - White Wedding - Rock Smith
  - The Nose - El Capitan  États-Unis

### Compétitions internationales

#### Coupes du monde
Liv Sansoz remporte trois coupes du monde en 1996, 1998 et 2000.
Elle est deux fois médaille d'argent en 1997 et 2000, et une fois médaille de bronze en 1995.
En tout, elle monte vingt-cinq fois sur le podium (dont deux pour les épreuves de bloc), en remportant douze étapes des coupes du monde et en s'attribuant sept places de finaliste.

##### Épreuve de difficulté
| Date       | À l'étape | À la finale | Année de la Coupe | Pays      | Lieu           |
| ---------- | --------- | ----------- | ----------------- | --------- | -------------- |
| 04/09/1998 | 1         | 1           | 1998              | Italie    | Courmayeur     |
| 09/11/1997 | 1         | 2           | 1997              | Slovénie  | Kranj          |
| 12/11/1999 | 1         | 2           | 1999              | Slovénie  | Kranj          |
| 14/11/1998 | 1         | 1 - 280 pts | 1998              | Slovénie  | Kranj          |
| 15/12/1996 | 1         | 1 - 265 pts | 1996              | Autriche  | Graz           |
| 17/11/2000 | 1         | 1           | 2000              | Slovénie  | Kranj          |
| 19/09/1996 | 1         | 1           | 1996              | Russie    | Iekaterinbourg |
| 22/11/1997 | 1         | 2           | 1997              | Autriche  | Imst           |
| 23/09/2000 | 1         | 1           | 2000              | Italie    | Lecco          |
| 28/05/1999 | 1         | 2           | 1999              | Allemagne | Leipzig        |
| 02/11/2000 | 1         | 1           | 2000              | France    | Nantes         |

##### Épreuve debloc
| Date       | À l'étape | À la finale | Année de la Coupe | Pays   | Lieu     |
| ---------- | --------- | ----------- | ----------------- | ------ | -------- |
| 01/09/2000 | 1         | 8           | 2000              | France | Grenoble |
| 16/09/2000 | 3         | 8           | 2000              | Italie | Rovereto |

#### Top Rock Challenge(Épreuve debloc)
| Date       | À l'étape | À la finale | Année de la Coupe | Pays   | Lieu              |
| ---------- | --------- | ----------- | ----------------- | ------ | ----------------- |
| 17/07/1998 | 1         | 1           | 1998              | France | Chamonix          |
| 28/08/1998 | 1         | 1           | 1998              | France | Grenoble          |
| 12/07/1998 | 1         | 1           | 1998              | France | Val d'Isère       |
| 07/08/1998 | 1         | 1           | 1998              | France | Valloire          |
| 14/08/1998 | 2         | 1           | 1998              | Italie | Cortina d'Ampezzo |

#### Championnat du monde

##### Épreuve de difficulté
Ses deux précoces titres de championnes du monde (cadette puis junior), l'ont portée vers une première médaille de bronze en catégorie sénior, pour enfin la voir remporter deux titres de championne du monde, en 1997 et 1999.
| Date       | Finale | Année | Pays        | Lieu              |
| ---------- | ------ | ----- | ----------- | ----------------- |
| 03/12/1999 | 1      | 1999  | Royaume-Uni | Birmingham        |
| 01/02/1997 | 1      | 1997  | France      | Paris             |
| 06/10/1995 | 1      | 1995  | France      | Laval (junior)    |
| 22/10/1994 | 1      | 1994  | Allemagne   | Leipzig (cadette) |

##### Épreuve sur glace[Vidéo 11]
- 2002 :
  - 7e à l'Ice World Cup
  - 5e à Kirov  Russie
  - 8e à Pitztal  Autriche
  - 4e au Val Daone  Italie
  - Trébuche à Saaz-Fee  Suisse
  - 4e au Québec  Québec
- 2001 -  Ice World Cup, qui s'est déroulé en cinq manches[Note 6]. Épreuves remportées :
  - Kirov  Russie[Article 6]
  - Pitztal  Autriche [Article 7]
  - Val Daone  Italie [Article 8]
  - Chamonix  France [Article 9]

#### Internationaux deSerre Chevalier-France
| Date       | Finale | Année |
| ---------- | ------ | ----- |
| 20/07/2000 | 1      | 2000  |
| 27/07/1997 | 1      | 1997  |
| 25/07/1996 | 1      | 1996  |

#### PetzlRoc Trip
- 2010 :  Mexique - grotte de "El Chonta" de Taxco à Jilotepec (en)[Vidéo 12],[16].
- 2008 :  Autriche - Zillertal[Vidéo 13], conjointement aux Natural Games[17], comme en 2009.
- 2007 :  États-Unis, conjointement au Rocktoberfest pour préserver l'accès s'élevant à la Red River Gorge (en) dans le Kentucky[Article 10].
- 2006 :  Grèce - île de Kalymnos[Vidéo 14]
- 2005 :  Canada - Squamish (Colombie-Britannique)[Vidéo 15]
- 2004 :  France - Annot[Vidéo 16]
- 2003 :  France - Millau[Vidéo 17].

#### Autres championnats
- 2000 - Vainqueur de l'Open International d' Autriche en Dry-tooling[Article 11]

| Date       | Finale | Compétition  | Année | Pays   | Lieu         |
| ---------- | ------ | ------------ | ----- | ------ | ------------ |
| 12/09/1998 | 1      | Rock Master  | 1998  | Italie | Arco         |
| 25/07/2000 | 1      | Masters Bloc | 2000  | France | L'Argentière |
| 07/08/1995 | 1      | Masters Bloc | 1995  | France | L'Argentière |

#### Championnats d'Europe

##### Épreuve de difficulté
Liv est aussi championne d'Europe 1996.
| Date       | Finale                     | Année | Pays      | Lieu      |
| ---------- | -------------------------- | ----- | --------- | --------- |
| 28/01/1996 | Médaille d'or, Europe      | 1996  | France    | Paris     |
| 03/04/1998 | Médaille de bronze, Europe | 1998  | Allemagne | Nuremberg |

### Compétitions nationales

#### Championnats deFrance
Liv a remporté le premier championnat de France de bloc (en 1998), et celui de difficulté en 1999.
En un cycle solaire, elle a réalisé six podiums aux championnats de France.
| Date | Finale      | Type d'épreuves    | Lieu                   |
| ---- | ----------- | ------------------ | ---------------------- |
| 1999 | 1           | Difficulté         | Grabels                |
| 1998 | 1           | Bloc               | L'Argentière-la-Bessée |
| 1994 | 1           | Difficulté junior  | Tours                  |
| 2004 | 3           | Difficulté         | Massy                  |
| 1996 | 3 - ex æquo | Difficulté         | Pantin                 |
| 1993 | 3           | Difficulté cadette | Toulouse               |

#### Coupe deFrance

##### Épreuve de Bloc[18]
- 2005 : 7e[19]
- 1999 : 3e
- 1998 : 2de
- 1997 : 2de
- 1996 : 1re
- 1995 : 1re

##### Épreuve de difficulté
- 2003 : 3e [20]

#### Top Roc Challenge (en bloc)
Cette compétition est alpine.
- 1998 : Vainqueur
- 1997 : Vainqueur
- 1996 : Vainqueur[Article 12]

#### Autres Championnats en France
- 2007 : Neuvième de la quatrième édition de la Gorzderette[Vidéo 18], une station de ski de Champagny en Vanoise en Savoie.
- 2000 - Vainqueur de l'Open national à Chambéry.

### Compétitions et cinématographie
- 2010 : Liv Sansoz s’engage aux côtés de l’équipe finlandaise au sein des Nissan Outdoor Games 2010 de Chamonix[Article 13],[Article 14]
- 2009 : Nissan Outdoor Games 2009 de Chamonix[Vidéo 19]
- 2008 : Présence aux 10e rencontres du cinéma de montagne[Vidéo 20]
- 2008 : TV 1950 interviewe Liv Sansoz[Interview 3], pour les Constellations OutDoor se déroulant sur les cimes de sa ville natale, aux Arcs 1950[21], au sein de la station de ski Paradiski
- Février 2008 : Hampi, en Inde[Vidéo 21].

### Blessures
- 1997, en été[Interview 4]
- Mai 2001 à novembre 2002 : dos, nerf sciatique et une douleur persistante au doigt.
- Décembre 2009 à mi-mars 2010 : une mauvaise chute lui fracture le sacrum. L'opération lui inflige deux vis en titane et onze semaines de repos absolu[Article 15]. Pour les Petzl à Taxco, Steve McClure, blessé au doigt, la qualifie en plaisantant de "magasin de bricolage"[Interview 5]